# Powiat Goleniowski
Der Powiat Goleniowski ist ein Powiat (Kreis) mit dem Sitz in Goleniów (Gollnow) im Nordwesten der polnischen Woiwodschaft Westpommern.

## Gemeinden
Der Powiat Goleniowski umfasst insgesamt sechs Gemeinden: drei Stadt-und-Land-Gemeinden, deren gleichnamige Hauptorte das Stadtrecht besitzen sowie drei Landgemeinden.
(Einwohnerzahlen vom 30. Juni 2015)

### Stadt-und-Land-Gemeinden
- Goleniów (Gollnow) – 35.772
- Maszewo (Massow) – 8.789
- Nowogard (Naugard) – 24.889

### Landgemeinden

Verwaltungseinteilung des Powiat Goleniowski

- Osina (Schönhagen) – 3.014
- Przybiernów (Pribbernow) – 5.104
- Stepnica (Groß Stepenitz) – 4.957

## Metropolregion Stettin
Der Powiat wird seit 2012 aktiv durch Kooperationen innerhalb des Ballungsraumes der Metropole Stettin als Teil einer europäischen Metropolregion entwickelt, das gemeinsame Entwicklungskonzept wurde im Juni 2015 vorgestellt.

## Nachbarlandkreise
| Stettiner Haff          | Powiat Kamieński (Cammin)                   | Powiat Gryficki (Greifenberg) |
| Powiat Policki (Pölitz) | Kompassrose, die auf Nachbargemeinden zeigt | Powiat Łobeski (Labes)        |
| Stettin                 | Powiat Stargardzki (Stargard)               |                               |